# Giuseppe Fiorini Morosini
Giuseppe Fiorini Morosini (Paola, 27 novembre 1945) è un arcivescovo cattolico italiano, dal 20 marzo 2021 arcivescovo emerito di Reggio Calabria-Bova.

## Biografia
Nasce a Paola, in provincia e arcidiocesi di Cosenza, il 27 novembre 1945 in una famiglia di cattolici praticanti.

### Formazione e ministero sacerdotale
Dopo la scuola primaria entra nel 1955 nella Scuola Apostolica del Seminario di Paola per gli studi ginnasiali e liceali.
Decide di consacrare la propria vita nell'Ordine dei Minimi di San Francesco da Paola; nel 1961 emette i voti temporanei e cinque anni dopo, l'8 dicembre 1966, nella solennità dell'Immacolata Concezione, quelli solenni.
Viene ordinato sacerdote il 2 agosto 1969. Successivamente si laurea in Teologia presso la Pontificia Università Lateranense e nel 1975 ottiene il dottorato in Filosofia presso l'Università di Messina. Svolge quindi vari incarichi come sacerdote, tra i quali quello di docente della scuola apostolica di Paola dal 1970 al 1974, vice-parroco a Lamezia Terme e insegnante di liceo fino al 1980. Dal 1994 al 2006 è superiore generale dell'Ordine dei Minimi per due mandati.
È autore di numerose pubblicazioni riguardanti la spiritualità dell'ordine e la figura del suo fondatore, San Francesco di Paola.

### Ministero episcopale
Il 20 marzo 2008 viene nominato vescovo di Locri-Gerace, succedendo a mons. Giancarlo Maria Bregantini. Riceve la consacrazione episcopale a Paola il 9 maggio dal cardinale Renato Raffaele Martino.
Il 7 giugno prende possesso della diocesi.
Il 13 luglio 2013 viene promosso arcivescovo di Reggio Calabria-Bova, succedendo a mons. Vittorio Luigi Mondello. Il 9 settembre prende possesso canonico dell'arcidiocesi.
Il 29 giugno 2014 si reca in Vaticano per ricevere il pallio da papa Francesco.
Il 20 marzo 2021 papa Francesco accoglie la sua rinuncia al governo pastorale dell'arcidiocesi per raggiunti limiti di età; gli succede mons. Fortunato Morrone, fino ad allora parroco nell'arcidiocesi di Crotone-Santa Severina. Rimane amministratore apostolico dell'arcidiocesi fino all'ingresso del successore.

## Araldica
Lo stemma dell'arcivescovo metropolita Giuseppe Fiorini Morosini è nato unendo insieme il motto con la rappresentazione iconografica degli elementi che costituiscono lo stemma stesso.
Il "CHARITAS" su sfondo rosso e le mani con il fuoco su sfondo oro, si riferiscono alla vita di San Francesco da Paola e alla spiritualità dei frati minimi.
I simboli tipici della dignità arcivescovile sono il galero e la croce patriarcale.

## Genealogia episcopale
La genealogia episcopale è:
- Cardinale Scipione Rebiba
- Cardinale Giulio Antonio Santori
- Cardinale Girolamo Bernerio, O.P.
- Arcivescovo Galeazzo Sanvitale
- Cardinale Ludovico Ludovisi
- Cardinale Luigi Caetani
- Cardinale Ulderico Carpegna

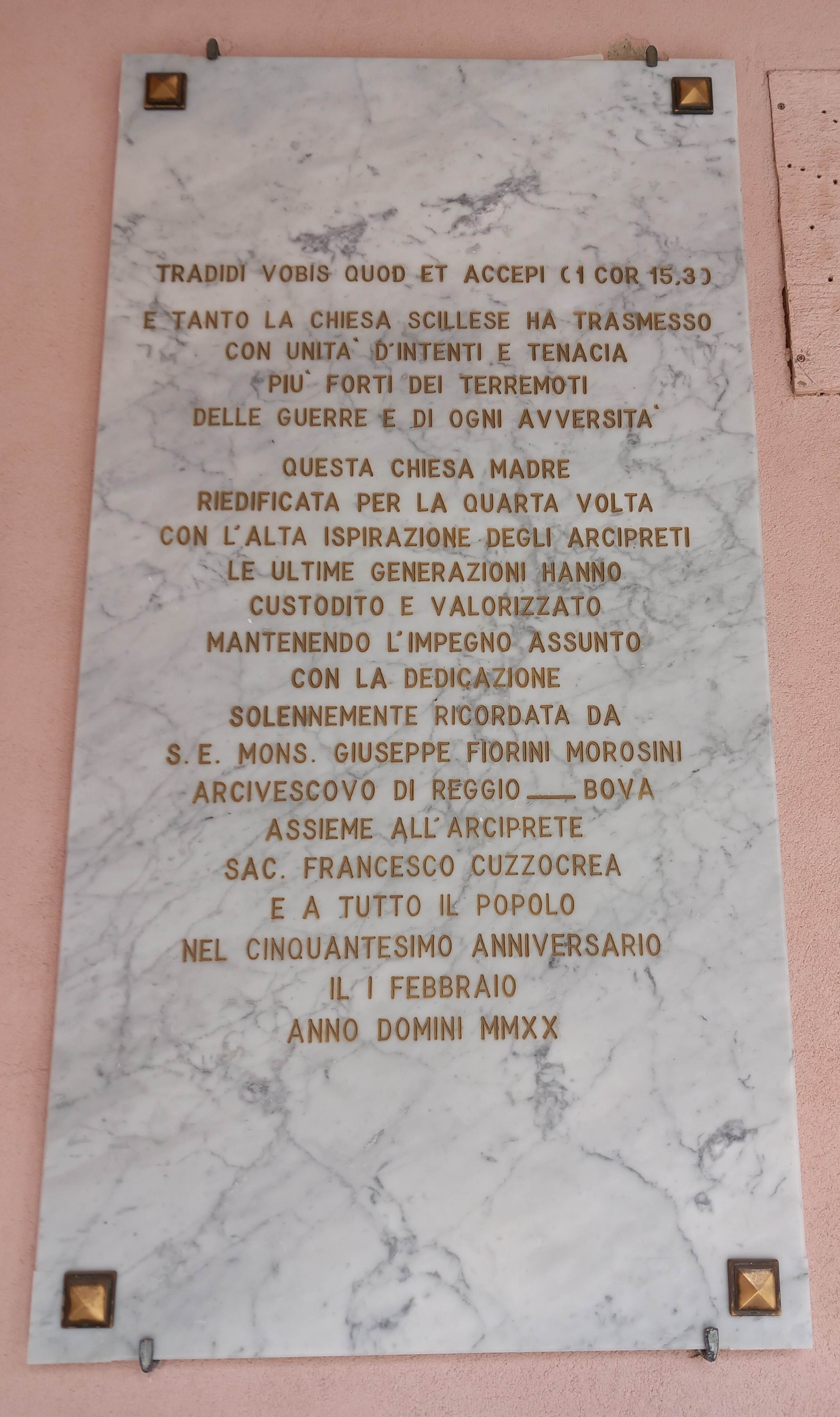
Lapide a Scilla

- Cardinale Paluzzo Paluzzi Altieri degli Albertoni
- Papa Benedetto XIII
- Papa Benedetto XIV
- Papa Clemente XIII
- Cardinale Marcantonio Colonna
- Cardinale Giacinto Sigismondo Gerdil, B.
- Cardinale Giulio Maria della Somaglia
- Cardinale Carlo Odescalchi, S.I.
- Cardinale Costantino Patrizi Naro
- Cardinale Lucido Maria Parocchi
- Papa Pio X
- Papa Benedetto XV
- Papa Pio XII
- Cardinale Eugène Tisserant
- Papa Paolo VI
- Cardinale Agostino Casaroli
- Cardinale Renato Raffaele Martino
- Arcivescovo Giuseppe Fiorini Morosini, O.M.